# Орден Корони (Тонга)
Королівський Орден Корони Тонга (Fakalangilangi 'o Kalauni 'o Tonga) — державна нагорода Королівства Тонга, орден «За заслуги», який надається за виняткові заслуги перед королівством та Короною Тонги.

## Історія
Королівський Орден Корони Тонга був заснований 16 квітня 1913 року королем Джорджем Тупоу II для нагородження тих, хто відзначився винятковими заслугами перед державою та короною.
Орден мав чотири ступені, а знаки розрізнення були розроблені та виготовлені в Німеччині. Перші нагороди були вручені в серпні 1914 року королю, королеві та канцлеру Ордену. Невдовзі після цього надійшло повідомлення про початок Першої світової війни, і король призупинив подальші нагородження. Орден був забутий після смерті Тупоу II у 1918 році.
Орден був відновлений та реорганізований 31 липня 2008 року королем Джорджем Тупоу V, зокрема були оновлені положення щодо класів ордену заслуг.
Орденом можуть бути нагороджені військові та цивільні особи, вихідці з Тонга чи іноземці, незалежно від релігії.